# Пшасниш (гміна)
Гміна Пшасниш (пол. Gmina Przasnysz) — сільська гміна у центральній Польщі. Належить до Пшасниського повіту Мазовецького воєводства.
Станом на 31 грудня 2011 у гміні проживало 7405 осіб.

## Площа
Згідно з даними за 2007 рік площа гміни становила 183.91 км², у тому числі:
- орні землі: 78.00%
- ліси: 16.00%

Таким чином, площа гміни становить 15.10% площі повіту.

## Населення
Станом на 31 грудня 2011:
| Опис     | Загалом | Загалом | Чоловіки | Чоловіки | Жінки | Жінки |
| -------- | ------- | ------- | -------- | -------- | ----- | ----- |
| одиниця  | осіб    | %       | осіб     | %        | осіб  | %     |
| все      | 7405    | 100     | 3742     | 50.53    | 3663  | 49.47 |
| міське   | 0       | 100     | 0        |          | 0     |       |
| сільське | 7405    | 100     | 3742     | 50.53    | 3663  | 49.47 |

## Сусідні гміни
Гміна Пшасниш межує з такими гмінами: Єднорожець, Красне, Кшиновлоґа-Мала, Плоняви-Брамура, Пшасниш, Черніце-Борове.